# Extraction 2
Extraction 2 és una pel·lícula de thriller d'acció estatunidenca del 2023 dirigida per Sam Hargrave i escrita per Joe Russo, basada en la novel·la gràfica Ciudad d'Ande Parks, Joe Russo, Anthony Russo, Fernando León González i Eric. Skillman. És una seqüela de la pel·lícula Extraction del 2020, i Chris Hemsworth, Golshifteh Farahani i Adam Bessa reprenen els seus papers, amb Olga Kurylenko, Daniel Bernhardt, Tinatin Dalakishvili i Idris Elba unint-se al repartiment. Es tracta d'un mercenari, Tyler Rake (Hemsworth), que és contractat inicialment per rescatar la dona d'un cap criminal abusiu i els seus fills d'una presó georgiana, però que descobreix que també ha de protegir la família de la banda criminal després de l'extracció.
Extraction 2 es va estrenar a Netflix el 16 de juny de 2023 i va rebre crítiques positives de la crítica. S'ha subtitulat al català.